# Bohatyrewka (stacja kolejowa)
Bohatyrewka (biał. Багатырова, ros. Богатырёво) – stacja kolejowa w miejscowości Bohatyrewka, w rejonie mińskim, w obwodzie mińskim, na Białorusi. Pełni rolę stacji postojowej. Stacja nie obsługuje ruchu pasażerskiego.